# Estación de Les Aigües
Les Aigües es una estación de las líneas T1 y T2 del Trambaix. Está situada sobre la Carretera de San Juan Despí en Cornellá de Llobregat. Esta estación se inauguró el 3 de abril de 2004.
- Datos: Q8840927